# Allen (stacja metra)
Allen - naziemna stacja metra, na linii A w Los Angeles znajdującą się nad North Allen Avenue, w środkowej części autostrady międzystanowej nr 210 (Interstate 210), w Pasadenie, w Kalifornii.
Instalacja artystyczna stacji ma nazwę Rider's Dream, której autorem jest Michael Amescua.
Stacja wyposażona jest w płatny parking typu Park&Ride na 100 miejsc postojowych.

## Godziny kursowania
Tramwaje jeżdżą w przybliżeniu pomiędzy 4:30 a 23:45 w nocy. Tramwaje kursują z częstotliwością co osiem minut w godzinach szczytu od poniedziałku do piątku. W tygodniu w ciągu dnia i w weekendy w godzinach od 7 do 19 tramwaje jeżdżą co dziesięć minut. W nocy i wczesnym rankiem  tramwaje wykonują kursy z częstotliwością dziesięciominutową każdego dnia.     

## Miejsca użyteczności publicznej
W okolicy mieszczą się:
- California Institute of Technology
- Huntington Library & Gardens
- Pasadena City College
- Pasadena Conservatory of Music

## Połączenia autobusowe
Od dnia 16 czerwca 2023 roku, są dostępne następujące połączenia:
- Los Angeles Metro Bus: 686
- Pasadena Transit: 10, 40
- Pasadena City College Shuttle (tylko studenci/pracownicy)